# Johann von Sivkovich

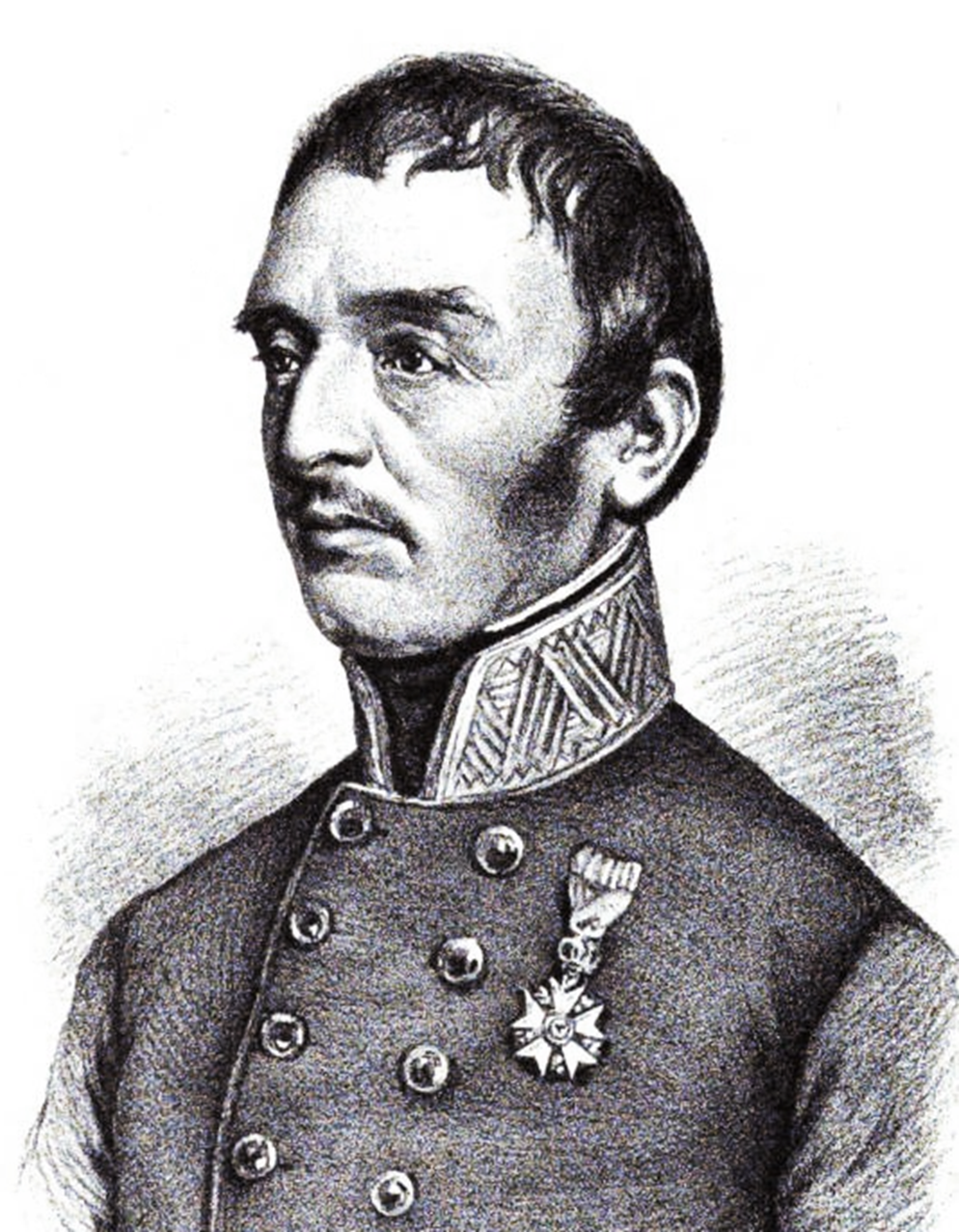
Johann Baron von Sivkovich 1841

Johann Freiherr von Sivkovich, kroatisch: Sivković, (* 25. Februar 1779 in Kerstinyácz bei Karlstadt; † 19. März 1857 in Görz) war ein österreichischer Feldmarschallleutnant und Inhaber des Infanterieregiments Nr. 41, zeitweilig auch Offizier (Major) in der Grande Armée, kroatischer Abstammung.

## Herkunft und Familie
Sivkovich entstammte einer aus Bosnien stammenden Familie, die dort den Namen „Slivko“ führte. Nach der Vertreibung durch die Türken nahm sie bei ihrer Einwanderung nach Kroatien die dort übliche Endsilbe „vich“ an; erster urkundlich erwähnter Ahn ist Thomas (1486). Er war der zweitälteste Sohn des Michael Sivkovich, Oberstleutnant des Szluiner Grenzregiments. Dieser erlangte am 14. September 1804 den ungarischen Adelsstand und bestimmte Johann zum Ergreifen der Militärlaufbahn.
Sivkovich heirate am 13. März 1834 Johann mit Walburga Josepha, geborene von Pannovich, verwitwete Khek von Schwarzbach. Der Ehe entstammen:
- Charlotte (* 15. August 1836)
- Philipp (* 28. Juni 1839; † 4. Juni 1898) Generalmajor[1][2] ⚭ 1874 Emilie Stehle (* 3. April 1851)[3]

## Biographie

### Frühe Jahre

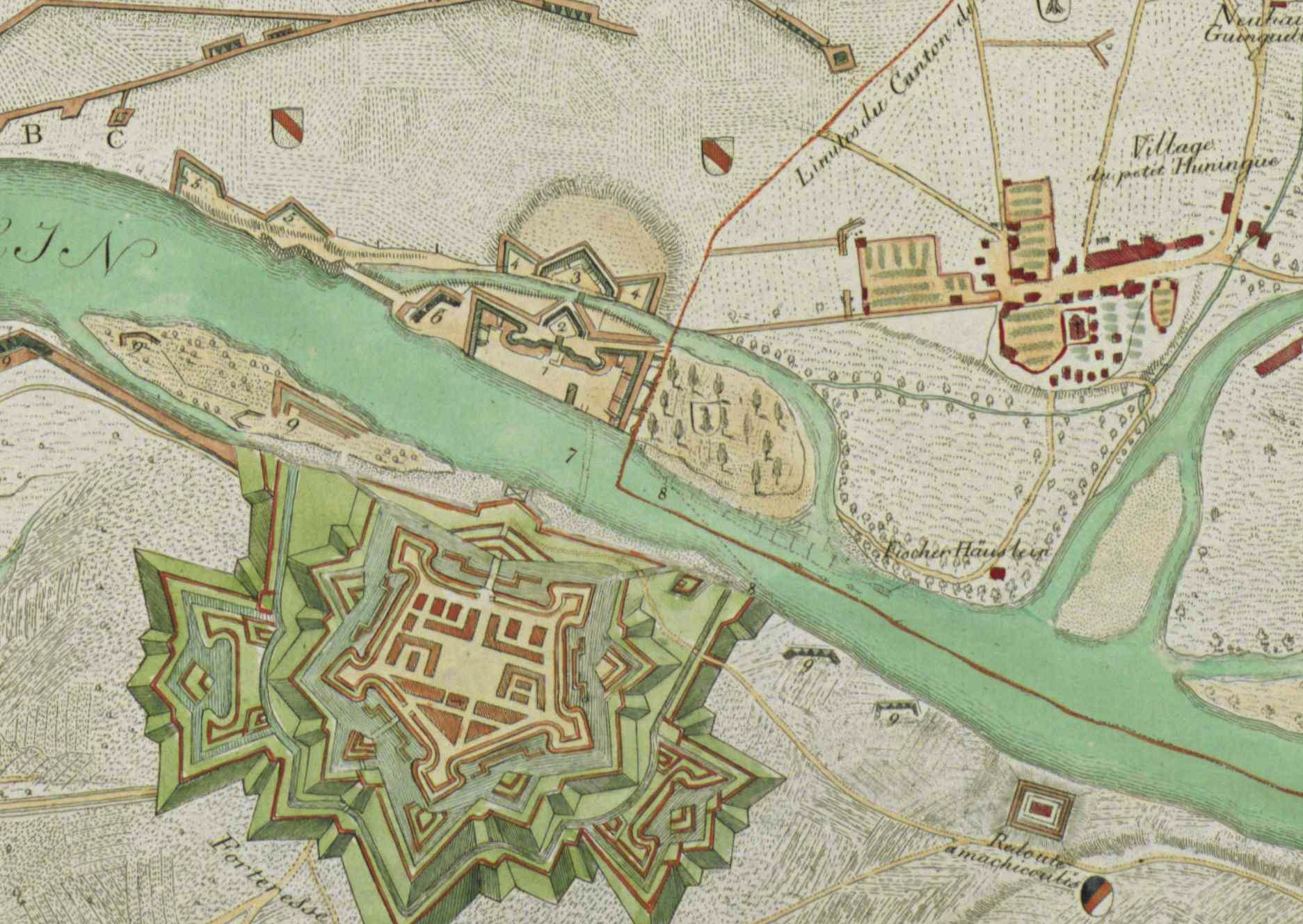
Belagerung des Brückenkopfs Festung Hueningen 1796–1797

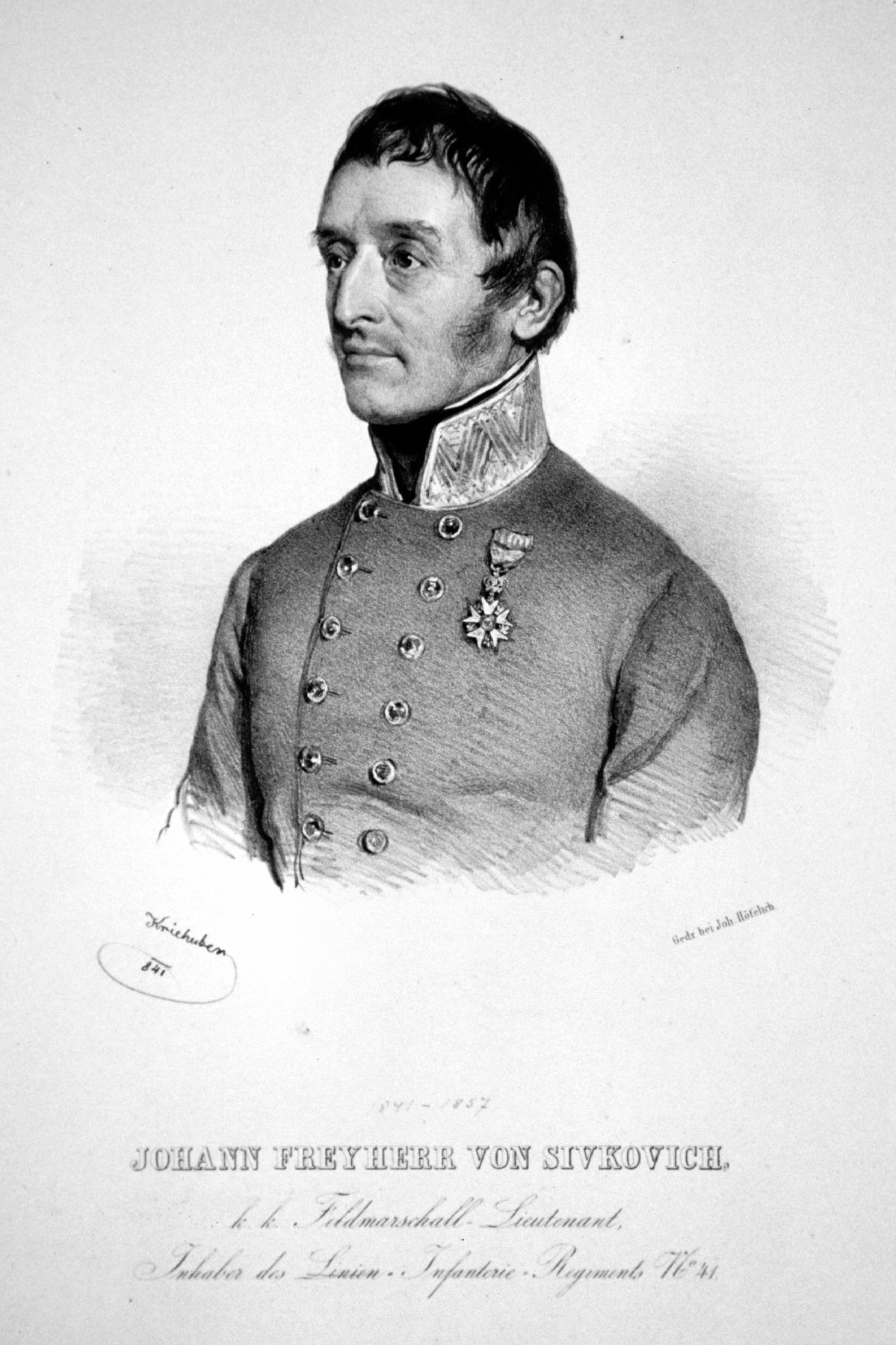
Johann Sivkovich Litho

Noch nicht fünfzehn Jahre alt, wurde Sivkovich als k. k. Kadett am 16. Februar 1794 für das Infanterie-Regiment Graf Kaunitz Nr. 20 assentiert und schon am 1. September des Jahres zum Fähnrich befördert. Bis zum Luneviller Frieden 1801 wohnte Sivkovich den Feldzügen in Holland, Deutschland und Italien, vorerst unter Friedrich Josias von Sachsen-Coburg-Saalfeld, dann unter Charles Joseph Graf de Clerfayt, später unter Dagobert Sigmund von Wurmser, endlich unter Erzherzog Karl bei, rückte am 16. Februar zum Leutnant und am 1. November 1799 zum Oberleutnant vor, hielt sich bei den Belagerungen von Mannheim und Kehl mit lobenswerter Bravour. Bei den Gefechten bei Tournai und der Schlacht bei Diersheim am 20. und 21. April 1797 wurde er verwundet. Im Mai 1802 wurde Sivkovich zu dem Ottochaner Grenz-Regiment übersetzt, machte den Feldzug 1805 in Italien mit und avancierte im März 1809 zum Kapitänleutnant. Im Feldzug von 1809 stand Sivkovich im Reserve-Bataillon beim 9. Armeekorps des Feldzeugmeisters Grafen Gyulay und hatte Gelegenheit, sich bei dem Angriff auf Graz am 26. Juni des Jahres besonders hervorzutun. Die Ottochaner hatten den Auftrag, gegen die Vorstadt St. Leonhard vorzurücken und sich derselben zu bemächtigen. Schon am frühen Morgen in derselben Gegend hatte Major Munich des 1. Banal-Grenz-Regimentes das Missgeschick, mit 350 Mann die Waffen strecken zu müssen. Die Franzosen brachten diese Gefangenen in einer Kirche in Gewahrsam. Sivkovich war es dann, der mit einer Division Ottochaner den Feind aus St. Leonhard verdrängte, die Kirche erstürmte, die Gefangenen befreite und ein Geschütz eroberte. Erzherzog Karl würdigte diese tapfere Tat mit seiner Beförderung außer der Rangtour zum wirklichen Hauptmann.

### Unter den Franzosen
Durch den Wiener Frieden vom 20. Dezember 1809 kam ein Teil der kroatischen Grenze und mit diesem die Ottochaner an Frankreich. Ab dem 1. Jänner 1810 sah sich Sivkovich genötigt, als Hauptmann und Kordons-Kommandant in nun französischen Diensten zu stehen, wo er an der türkischen Grenze eingesetzt wurde. Er entwickelte in dieser Dienstleistung erneut zahlreiche Beweise von Umsicht und Entschlossenheit, vor allem bei der Errichtung der so genannten Croatie militaire, so dass ihm Kaiser Napoleon I. im November 1810 das Ritterkreuz der Ehrenlegion (Chevalier de la Légion d’Honneur) verlieh. Unter Frankreich wurde er am 11. Februar 1813 Major im Liccaner Grenzregiment (Region Lika).

### Aufstieg in Österreich
Der Offizier kam wieder in österreichischen Dienste als auch die Grenzer am 1. Jänner 1814 die unfreiwillige Besatzung wieder abgeschüttelten. Sivkovich kam danach zum 1. Banal-Grenz-Regiment. Danach musste er eine große Zahl neapolitanischer Kriegsgefangenen nach Venedig eskortieren. Ebenso hatte er einige Jahre nachher als k. k. Major nun im 2. Banal-Grenz-Regiment bei der in Bosnien ausgebrochenen Pest um Dubitza einen Kordon gezogen und diesen mit großer Umsicht aufrechterhalten, wofür ihn Kaiser Franz I. am 15. Juli 1818 zum Oberstleutnant im Liccaner-Regiment ernannte.
Am 15. August 1824 wurde er zum Oberst und Kommandanten des 2. Banal-Grenz-Regiments befördert. Sivkovich nutzte in der Zeit seines 8-jährigen Kommandos die Gelegenheit, jene Entwürfe umzusetzen, die das Los der Grenzer verbessern sollten. Die innere Geschäftsordnung wurde effektiver gestaltet, Hauptstraßen, Nebenstraßen und Brücken wurden angelegt, Moraste ausgetrocknet, in den Offiziersstationen die fehlenden Quartiere, in den Gemeinden Kirchen erbaut.
Mit Ernennung und Rang vom 10. Dezember 1831 wurde Sivkovich zum Generalmajor und Brigadier zuerst in Laibach befördert wurde sodann Brigadier in Triest und avancierte dort am 27. September 1839 zum Feldmarschalleutnant und Divisionär in Italien. Zuvor bereits hatte der General mit Diplom vom 2. November 1838 zu Wien den ungarisch-erbländischen Freiherrnstand erhalten. Neben seinen Obliegenheiten als Soldat widmete Baron Sivkovich sein Augenmerk den allgemeinen Interessen des Staates, und die Provinz Krain verdankte ihm während seiner dortigen Tätigkeit, auch als wirkliches Mitglied der Landwirtschaftsgesellschaft Krain, die Hebung der Seidenzucht vor Ort. Mit Allerhöchster Entschließung ernannte ihn Kaiser Franz Joseph I. am 15. Jänner 1841 zum Inhaber des galizischen Infanterie-Regiments Nr. 41 mit Sitz in Czernowitz. Seine letzte dienstliche Verwendung war als Divisionär zu Temeswar.
Der Freiherr trat nach 52 Dienstjahren am 9. März 1846 in den Ruhestand und zog sich nach Görz zurück. Sein Andenken lebte an dieser Grenze lange Zeit fort, wo vier Kirchen und zwanzig Gemeindeschulen von ihm ins Leben gerufen wurden, die ein Zeugnis seines rastlosen Bemühens für das Wohl des Bezirkes bis heute geben.

## Wappen

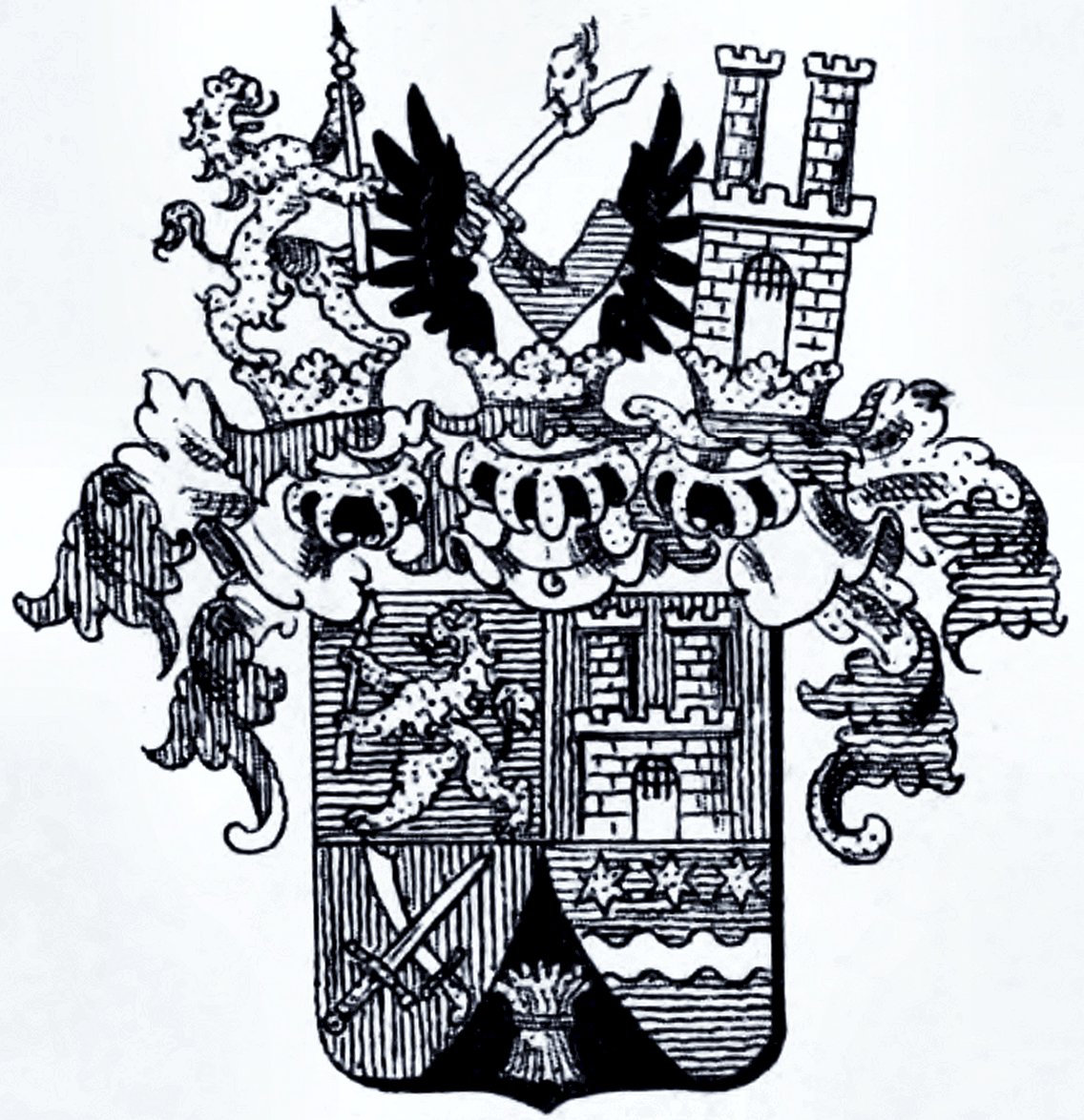
Wappen der Freiherrn von Sivkovich 1838

1838: Ein quadrierter Schild mit einer zwischen den beiden unteren Feldern gerade aufsteigenden Spitze, in deren schwarzem Grunde eine goldene gebundene Korngarbe zu sehen ist. Im ersten blauen Feld erscheint ein goldener, doppelt geschwänzter, rechtshin springender Löwe, mit beiden Vorderpranken einen rot-bequasteten Speer haltend. Im zweiten roten Feld ein Kastell mit zwei Türmen, offenem, mit einem Fallgitter versehenen Tor, feinen Zinnen, Fenstern und Schusslöchern. Im dritten, auch roten Feld, schräg kreuzweise übereinandergelegt, ein bloßes Schwert und ein bloßer Säbel. Im vierten blauen Feld ein silberner, gewellter, oben von drei goldenen nebeneinander gereihten Sternen begleiteter Querbalken. Auf dem Schild ruht die Freiherrnkrone mit drei gekrönten Helmen. Die Krone des mittleren trägt einen frei auf dem Ellbogen ruhenden, blau gekleideten Arm, der in der bloßen Faust einen Säbel mit einem dranhängenden Sarazenenkopf hält, zwischen einem offenen schwarzen Fluge. Der rechte trägt den ganzen rechts gewendeten Löwen des ersten Feldes, der linke das Kastell. Die Helmdecken sind sämtlich rechts rot mit Silber, links blau mit Gold unterlegt.